# Idjena dammermani
Idjena dammermani – gatunek kosarza z podrzędu Laniatores i rodziny Podoctidae. Jedyny znany przedstawiciel monotypowego rodzaju Idjena.

## Występowanie
Gatunek endemiczny dla Jawy.